# 羽賀研二
羽賀 研二（はが けんじ、1961年7月21日 - ）は、日本のタレント、俳優、声優、実業家。本名、當眞 美喜男（とうま みきお。「当真」もしくは「當真」とも表記される）。旧芸名は羽賀 健二。
身長183センチメートル、体重68キログラム。血液型はB型。劇男零心会を経て東京シックスプロダクション（フロム・ファーストプロダクショングループ）に所属していた。

## 経歴

### 生い立ち
沖縄県コザ市（現・沖縄市）ゲート通りでアメリカ人と日本人の間に生まれる。幼少時代の生活は貧困を極め、電気店の納屋を住まいにしていた。そのため早くから新聞配達をして家計を助ける。小学校時代は母子家庭や貧困生活、ハーフであるために彫りの深い顔立ちや赤毛などを理由に執拗ないじめに遭い、中学時代も同様の理由で喧嘩を吹っかけられる毎日を送った。私立中央高等学校ではバスケットボール部に所属し、インターハイにも出場。
友人と買い物に行った際、街でスカウトを受けたことで、福岡大学への推薦合格があったが取りやめて卒業式の翌日に上京し、芸能界入りする。

### タレント
高校卒業後の1981年、ミュージカル『ザ・ファンタスティックス』で正式に芸能界デビューする。また、劇男一世風靡分裂前の劇男零心会や劇団原宿ガンジーにも所属していた（ただし、一世風靡には参加していない）。翌1982年、『森田一義アワー 笑っていいとも!』のスタートと同時に初代いいとも青年隊に起用された。これをきっかけに俳優、歌手として活動を重ねていく。
1994年から梅宮アンナとの交際が発覚しさらに巨額の借金を抱えていたことが判明し、週刊誌やワイドショーの格好の標的とされ叩かれた。桜庭あつこが羽賀との関係をマスコミに告白して騒動に拍車をかけた。梅宮辰夫が2人の交際に公然と反対したことに対して、記者会見した羽賀が「誠意をもって」「誠意を示して」など「誠意」という単語を連発したため、征夷大将軍にかけて「誠意大将軍」と自称し、また梅宮辰夫やマスコミからは「稀代のワル」などとも呼ばれた。羽賀とアンナは、「ペアヌード」の写真集を出すほどの親密ぶりだったが、1999年に6年間の交際を経て破局した。
2004年頃からはケツメイシのシングル曲「君にBUMP」のプロモーションビデオに出演するなどし、再び芸能活動を本格化するようになった。また、沖縄県北谷町の美浜タウンリゾート・アメリカンビレッジにあった「南国食堂」（後に閉店）のオーナーを務めるなど、実業家としても活動する。
2006年、Vシネマのスタッフとして働いているときに出会い5年間に渡り羽賀の身の回りの世話をしていた元テレビ制作会社社員の女性と、交際0日でプロポーズし結婚した。夫人との間に2010年に長女、2013年に次女が誕生し、2人の娘をもうけるが2016年12月27日に離婚。

### 刑事事件
2007年6月30日、未公開株を元値を隠して高値で売り付けて債務を逃れようとした容疑で、渡辺二郎らとともに逮捕され、詐欺・恐喝未遂（二項）の罪で起訴された。これにより同年7月23日、東京シックスプロダクションを解雇された。2008年11月28日、一審大阪地方裁判所では無罪判決だったが、2011年6月17日の二審大阪高等裁判所では懲役6年が言い渡される。これは一審で羽賀の無罪に繋がる証言が偽証だったためで、それをした元歯科医師の男は偽証罪で有罪となっている。羽賀は最高裁判所へ上告したが、2013年3月28日付で最高裁が上告棄却を決定したことにより、懲役6年の実刑判決が確定し、沖縄刑務所に服役。

### 事件の影響
2007年7月19日にフジテレビ系で放送のテレビドラマ『山おんな壁おんな』第3話「アリとキリギリス」に鞄のバイヤー役で出演、収録済みだったが、登場シーンがカットされた。
ディズニーアニメ『アラジン』の主人公役を演じていたが、2008年にスペシャル・エディション版が発売された際に三木眞一郎に差し替えられており、羽賀が演じたバージョンは廃盤となっている。

### 民事裁判と強制執行妨害
2016年10月27日、未公開株詐欺事件をめぐる株購入代金の返還を求める民事裁判で、大阪地方裁判所は羽賀に対し、被害者が請求したほぼ全額に相当する約4億円の支払いを命じた。
2017年1月11日、羽賀は妻と離婚した上で所有する16物件の不動産の名義を財産分与という形で元妻に譲渡したが、このことについて捜査当局は偽装離婚による財産隠しにあたると判断、2019年1月18日に強制執行妨害の容疑で羽賀と元妻を逮捕し、同年2月8日に起訴した。2020年3月18日に那覇地方裁判所は羽賀に懲役1年6か月、元妻に懲役1年6月執行猶予3年の判決をそれぞれ言い渡した。羽賀は判決を不服として福岡高裁那覇支部に控訴した。
2019年1月の強制執行妨害容疑の逮捕・起訴後に保釈され、沖縄県内の飲食店でアルバイトをしていることが2019年11月7日に報じられた。その後、飲食店店長により9月から10月までの勤務だった事が明らかになる。
2020年9月10日、福岡高裁那覇支部は、懲役1年6か月の一審判決を破棄、羽賀に懲役1年2か月の実刑判決を言い渡した。また元妻に対しても刑を減軽し、懲役1年2か月、執行猶予3年の有罪判決を言い渡した。10月5日、羽賀が最高裁への上告を取り下げ、懲役1年2か月とした福岡高裁那覇支部の判決が確定したことが報じられた。これによって再び沖縄刑務所に収監され、服役することとなった。

### 再出所後
2021年9月、再出所。その後、沖縄の人材派遣会社で働きながら、芸能活動を再開した。
2023年に受けたインタビューでは逮捕当初より詐欺事件は無罪を主張しており、株は分野外だったがいい話だと思って飛び付いた結果、トラブルに発展、本当に騙すつもりはなかったと発言、ただ自らの軽さが招いたことで自身が悪いと反省しているとも話している。
2023年7月7日から「愛本店」にて、5夜連続でホストデビューした。
2024年5月14日放送のABEMAバラエティー番組『愛のハイエナ』＃8で41歳年下の美人女子大生とカップル成立した。

### 2度目の強制執行妨害
2024年9月25日、不動産登記を偽装して差押えを免れようとしたなどとして、強制執行妨害目的財産損壊等罪などの被疑事実で、共謀した元妻当真麻由と、山口組系弘道会傘下の暴力団稲葉地一家の総長・松山猛や登記の実行役とみられる司法書士の野崎史生日本司法書士会連合会副会長ら7人とともに愛知県警に逮捕された。10月15日、名古屋地検は羽賀を処分保留で釈放した。12月6日、名古屋地検は共謀した元妻当真麻由と、山口組系弘道会傘下の暴力団稲葉地一家の総長・松山猛や登記の実行役とみられる司法書士の野崎史生日本司法書士会連合会副会長ら7人とともに不起訴処分となった。

## 出演

### バラエティ番組
- 森田一義アワー 笑っていいとも!（フジテレビ）
- 邦子がタッチ（テレビ朝日）
- 面白アニメランド（テレビ東京）
- THE夜もヒッパレ（日本テレビ）
- 象印クイズ ヒントでピント（1985年10月27日（第320回） - 1987年3月22日（第381回）、テレビ朝日） - 4枠解答者[注 2][注 3]
- アッコのかるーく見てみたい（TBS）
- はーい!昼ナマ（毎日放送）
- バリキン7 賢者の戦略（TBS）
- そっちこっち絶品勝負!!（中京テレビ放送）
- KEN-JIN（中国放送）

### テレビドラマ
- 鞍馬天狗（1981年12月 - 1982年3月、TBS） - 沖田総司 役
- 松本清張スペシャル 黒い福音（1984年、TBS）
- 遊びじゃないのよ、この恋は（1986年、TBS）
- 月曜ドラマランド「ないしょのハーフムーン」（1987年、フジテレビ）
- 夏樹静子サスペンス「死の代走者」（1987年、関西テレビ）
- グルメを料理する十の方法（1987年、日本テレビ）
- いまどきの姑（1987年、東海テレビ）
- 塀の中の懲りない面々2（1988年、TBS）
- 月影兵庫あばれ旅（テレビ東京・松竹）
  - 第1シリーズ 第6話「三分の税と戦え!!」（1989年） - 三角半蔵 役
  - 第2シリーズ 第10話「女講釈師 見てきたような大捕物」（1990年） - 伊平次 役
- 奇兵隊（1989年、日本テレビ）
- 夏色のアルバム（1990年、TBS）
- 大逆襲! 四匹の用心棒 （1991年、テレビ朝日・東映） - 沢木剣四郎 役
- ああ相続（1991年、TBS）
- おらんだ左近秘剣帳（1991年、テレビ東京・東映） - 素走りの佐平次 役
- 柳生武芸帳（日本テレビ・東映）
  - 柳生武芸帳 十兵衛あばれ旅（1991年） - 渡辺数馬 役
  - 柳生武芸帳 十兵衛あばれ旅 伊達六十二万石の陰謀（1992年） - 柳生又十郎 役
- NHK大河ドラマ（NHK）
  - 琉球の風（1993年） - 新垣朝永（鶴球陽） 役
  - 八代将軍吉宗（1995年） - 徳川継友 役
  - 北条時宗（2001年） - 北条時茂 役
- 名奉行 遠山の金さん 第5シリーズ 第22話「旗本残酷物語 いれずみ侍の涙」（1993年、テレビ朝日・東映） - 須貝平九郎 役
- 大忠臣蔵（1994年、TBS） - 大高源五 役
- 金田一少年の事件簿 学園七不思議殺人事件（1995年、日本テレビ） - 羽田太 役
- ハンサムマン（1996年、テレビ朝日） - 久宝波彦 役
- 池袋ウエストゲートパーク（2000年、TBS） - 早乙女アツオ 役
- フードファイト（日本テレビ）
  - 八ノ膳（2000年） - カルロス岡村 役
  - スペシャル（2001年） - カルロス岡村 役
- 嫌われ松子の一生（2006年、TBS） - 汐見刑事 役
- 孤独の賭け〜愛しき人よ〜（2007年、TBS） - 宮田サムエル 役

### 映画
- 夏服のイヴ（1984年） - 西丸秀和 役
- 生徒諸君!（1984年） - 飛島峻 役
- それから（1985年） - 門野（書生） 役
- BE FREE!（1986年） - 笹錦洸 役
- フリーター（1987年）
- Let's豪徳寺!（1987年） - 大蔵利通 役
- 大失恋。（1995年） - 倉本 役
- 一生、遊んで暮らしたい (1998年） - スカウトマン 役
- 巌流島 －GANRYUJIMA－（2003年） - 佐々木家侍 役

### Vシネマ
- ブラックプリンセス 地獄の天使（1990年）
- 爆裂!M・コネクション ザ・ファイナル・シューティング（1991年）
- 爆裂!M・コネクション ミラージュを追え!（1991年）
- どチンピラ オンナ大好きっ!!（1992年）
- 暴走儀式 STREET KIDS（1992年）
- チンピラ・ドリーム チャラで死ねるか!（1995年）
- 恋の仕事人 シャラバ★ヤ★ランコ（1996年）
- 鍵師カチリ（1998年）
- シルバー
- 銀鮫 銀座金融伝説（1999年） - 情報屋
- 横浜バンスキング（2000年）
- 満たされない人妻（おんな）/昼下がりの秘密
- サギ師一平 シリーズ（2000年 - 2001年） - 主演・一平
- 日本極道史 さらば仁義1.2（2000年）
- 梁山泊 外伝 真剣勝負（2001年）
- 岸和田少年愚連隊 カオルちゃん最強伝説 番長足球（2003年）
- 実録・名古屋やくざ戦争 統一への道1.2.3（2003年 - 2004年）

### 吹き替え

#### 映画
- 愛と精霊の家（1993年） - ペドロ（アントニオ・バンデラス） 役
- ザ・カンニング[IQ=0]（フジテレビ ゴールデン洋画劇場） - ジュリアン 役

#### アニメ
- アラジン（1993年） - アラジン 役
- アラジン ジャファーの逆襲（1995年） - アラジン 役

### 劇場アニメ
- ストリートファイターII MOVIE（1994年） - ケン 役

### テレビアニメ
- ストリートファイターII V（1995年、読売テレビ） - ケン 役

### 舞台
- ファンタスティックス（1981年）
- シェルブールの雨傘（1983年 - 1985年）
- サウンド・オブ・ミュージック（1986年）
- 真梨亜（1987年）
- 王様と私（1988年 - 1990年）
- ミュージカル坂本龍馬（主演・西城秀樹。1989年、新神戸オリエンタル劇場） - 中岡慎太郎 役
- マイ・フェア・レディ（1993年 - 1994年）

### ラジオ番組
- 羽賀健二のスニーカーポップス（TBSラジオ）

### CM
- ダック引越センター
- パイオニアレーザーディスク
- 松竹 忠臣蔵外伝 四谷怪談（1994年）
- アサミ美容外科[31]

## ディスコグラフィー

### シングル
- 街角ロンリー・レイン/傷つけて愛（1982年1月1日）
- 朝陽のセイリング（1982年）[32]
- シェルブールの雨傘/ローラ
- とび色の瞳/ミスティー
- 美女に降参/雨のブルックリン（1984年）
- 哀愁ワンウェイ/ソーロングサマー
- ネバーエンディング・ストーリーのテーマ/風のハイウェイ（1984年）
- 恋の滝のぼり（1986年5月20日）[33]
  - 野沢直子とのデュエット曲で、Kenji & Naoko 名義。
- サルビア/ガラスの雪（1996年3月21日）
- 真夜中に泣かないで/STILL I LOVE YOU（1996年8月21日）
- 東京・恋物語/花（2004年11月11日）

### アルバム
- 硬派美学（1984年）
- はてしない物語（1985年）※ミニ・アルバム[34]

### ベスト・アルバム
- BIG ARTIST BEST COLLECTION 羽賀健二（2004年4月1日）